# Linden (Wolfenbüttel)
Linden ist ein südlich gelegener Ortsteil der Stadt Wolfenbüttel.

## Geschichte
Erstmalige urkundliche Erwähnung fand Linden im Jahr 1007 mit der Bezeichnung Lindim/Lindun. Über die Namensformen Lindem – Linder – Lindum – Lyndum – Lyndem – Lynden – Linde und Lindhem entwickelte sich die Bezeichnung im 19. Jahrhundert zum heutigen Linden.
Am 1. März 1974 trat der Eingemeindungsvertrag mit der Stadt Wolfenbüttel in Kraft.

## Politik

### Ortsrat
Der Ortsrat, der Linden vertritt, setzt sich aus elf Mitgliedern zusammen. Die Ratsmitglieder werden durch eine Kommunalwahl für jeweils fünf Jahre gewählt.
Bei der Kommunalwahl 2021 ergab sich folgende Sitzverteilung:
| Ortsrat 2021Insgesamt 11 Sitze - SPD: 5 - Grüne: 2 - CDU: 4 |

### Ortsbürgermeister
Ortsbürgermeister ist Kersten Meinberg (SPD).

## Kultur und Sehenswürdigkeiten
Neben weiteren Baudenkmalen sind die Häuser der Zeughausstraße denkmalgeschützt.
- Die St.-Brictius-Kirche wurde am 13. November 1118, dem Gedenktag des Namenspatrons St. Brictius gegründet.
- Die Donnerburgbrücke ist eine der ältesten Gewölbebrücken Niedersachsens.
- Der Gutspark und Herrenhaus des ehemaligen Rittergutes.

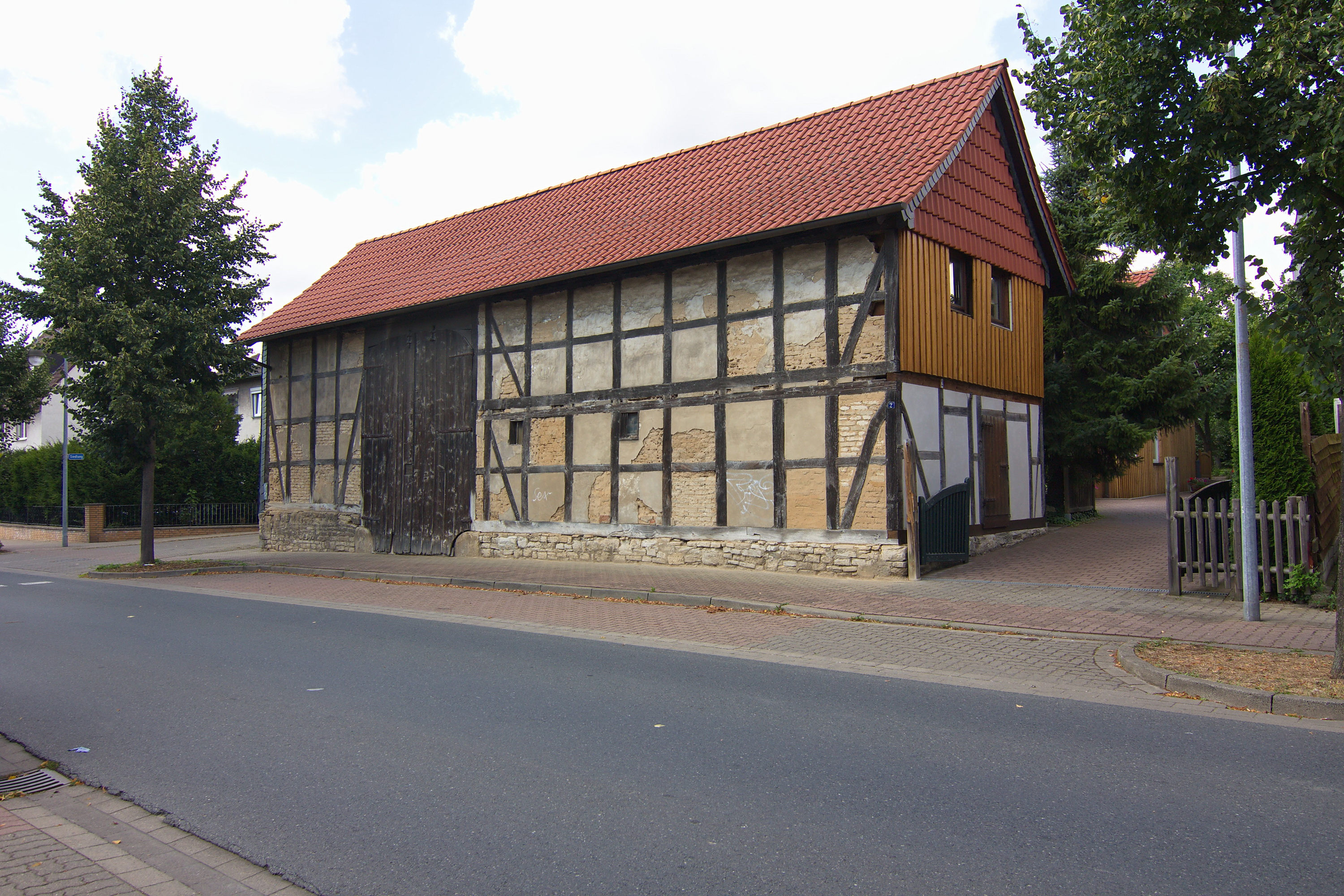
Fachwerkbau
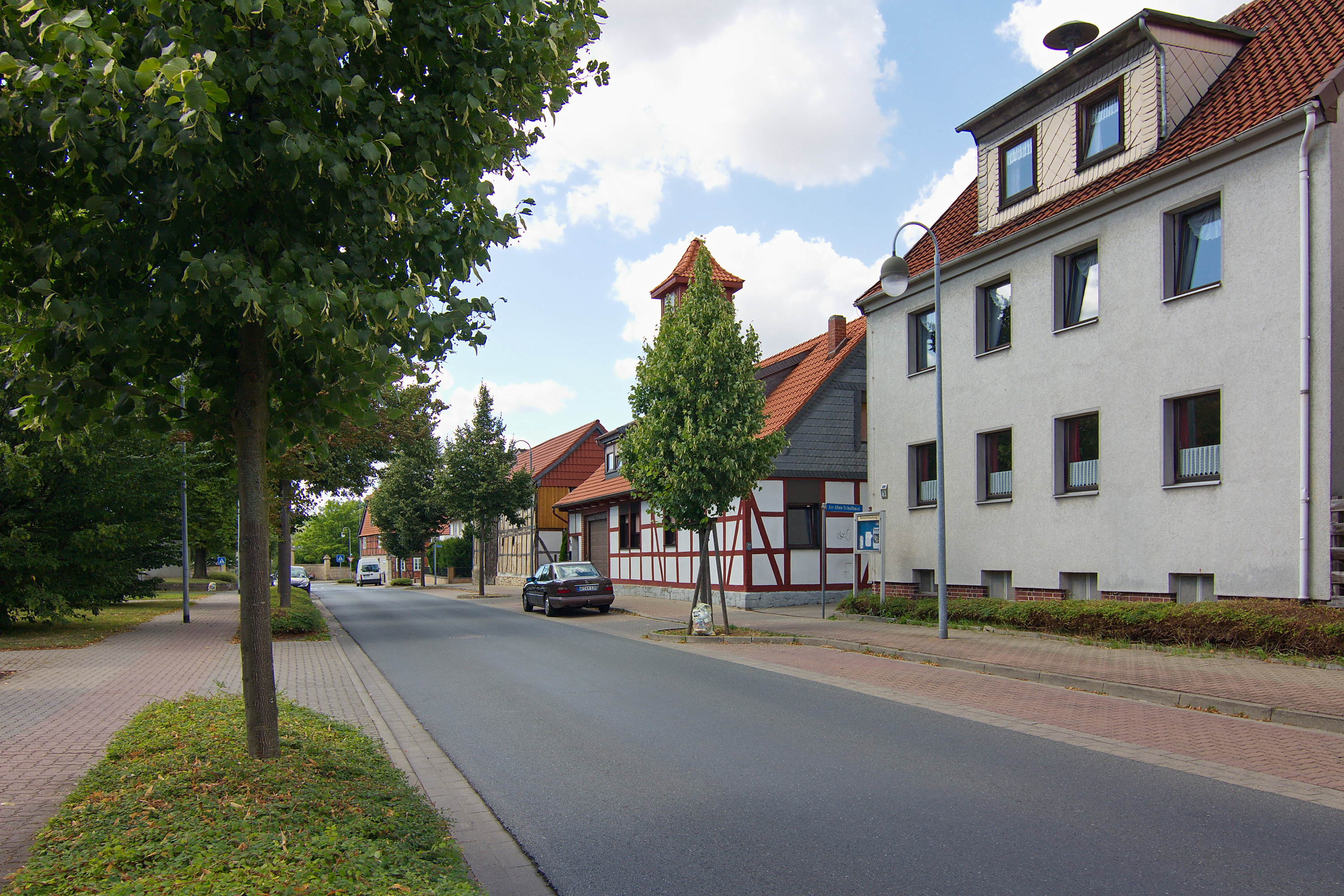
Ortsblick
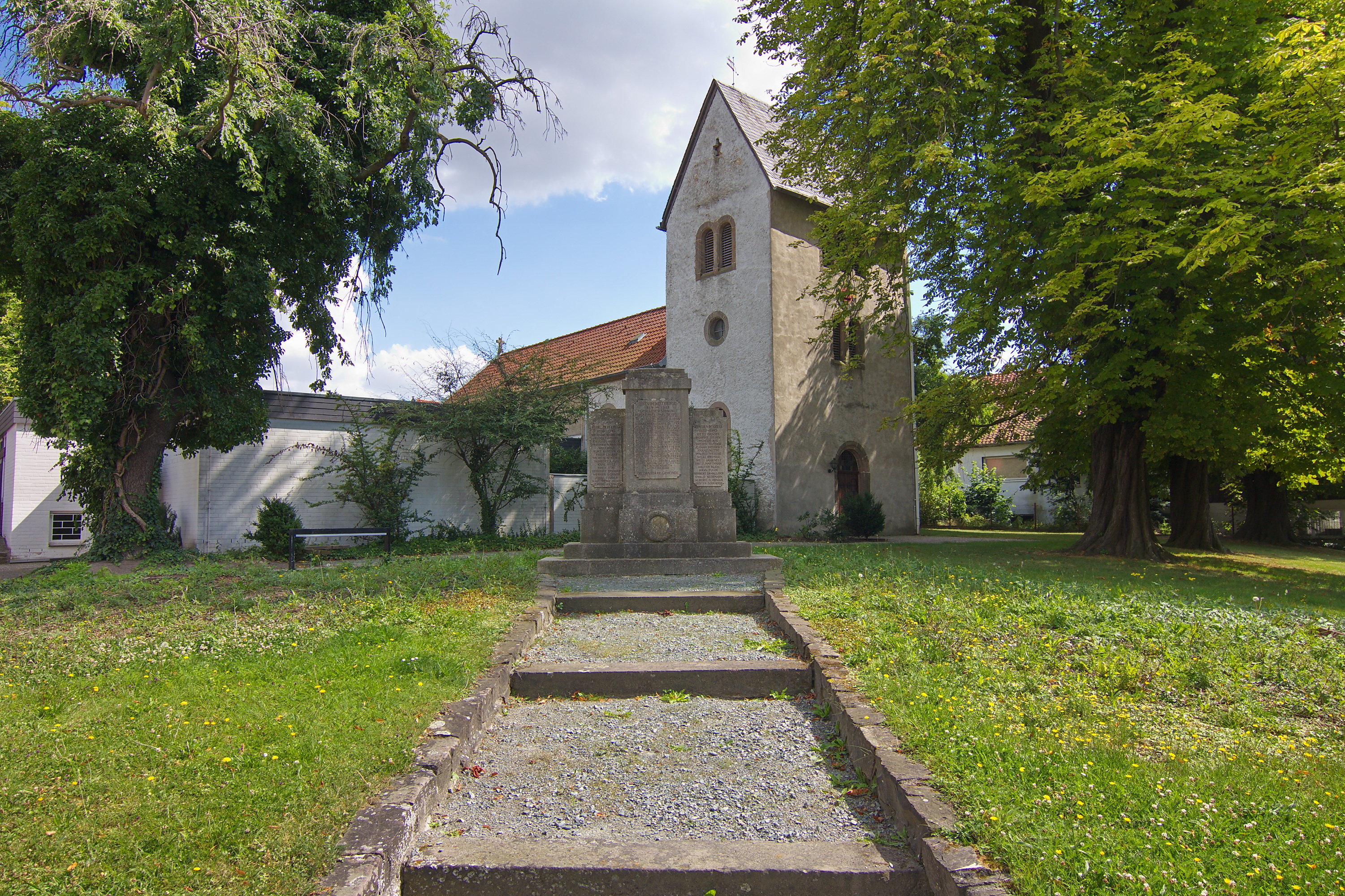
St.-Brictius-Kirche
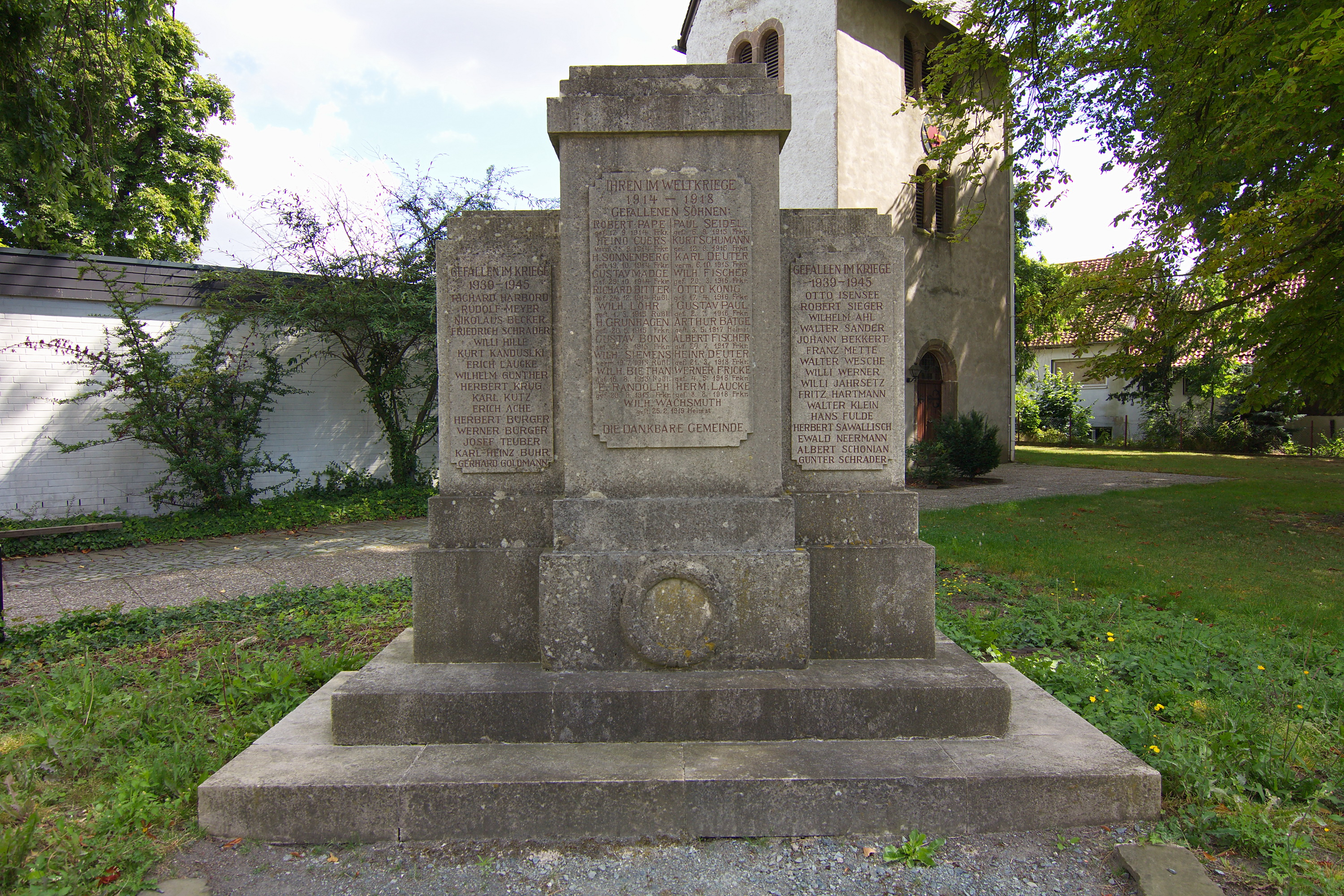
Kriegerdenkmal